# الجامعة التونسية لاتحاد الرغبي
الجامعة التونسية لاتحاد الرغبي أو الجامعة التونسية للرغبي (بالفرنسية: Fédération tunisienne de rugby à XV أو اختصارا FTR)‏ هي الهيئة التي تشرف وتسهر على ممارسة رياضة اتحاد الرغبي في تونس. تم تأسيس الجامعة في 14 نوفمبر 1970، وذلك بدعم من الجامعة الفرنسية لاتحاد الرغبي ومنظمة عالم الرجبي.

## مقالات ذات صلة
- اتحاد الرغبي في تونس
- منتخب تونس لاتحاد الرغبي
- بطولة تونس لاتحاد الرغبي
- كأس تونس لاتحاد الرغبي

## روابط خارجية
- الموقع الرسمي[وصلة مكسورة].